# Young Vivian
Pour les articles homonymes, voir Vivian.
Mititaigimimene Youngman Viviani, dit Young Vivian, né le 12 novembre 1935,, est un homme politique niuéen. Il est notamment premier ministre entre 1992 et 1993 puis de nouveau entre 2002 et 2008.

## Biographie

### Jeunesse
Il naît sur l'île de Niue qui est alors un territoire administré par la Nouvelle-Zélande. L'aîné de dix-sept enfants, il est le fils de Feuaki Viviani (née Galiki) et de Togia Viviani, homme politique également,. Bien que son nom de famille de naissance soit ainsi « Viviani », il adopte le nom « Young Vivian ».
Sa famille s'installe en Nouvelle-Zélande lorsque Young a 11 ans. Il y effectue donc une partie de sa scolarité, aux côtés entre autres du futur ministre fidjien David Toganivalu, puis y suit une formation professionnelle au métier d'enseignant à Auckland. Il retourne à Niue, y pratique le métier d'enseignant pendant près de dix ans, puis se rend en Nouvelle-Zélande pour compléter sa formation à l'enseignement de l'anglais à l'université Victoria de Wellington. Il y rencontre des étudiants venus du Viêt Nam, de Malaisie et d'Ouganda venus grâce au plan de Colombo et qui l'initient aux idées de la décolonisation. De retour à Niue, il entre en politique et est élu en 1969 député du village de Hakupu à l'Assemblée de l'île. Il est alors chargé de l'éducation, de l'agriculture, du développement économique, de la culture, de la jeunesse et des sports au conseil exécutif de la colonie, sous la direction de Robert Rex,,.

### Carrière politique
En tant que membre du conseil exécutif, il prend part aux négociations qui amènent la Nouvelle-Zélande à accorder à Niue le statut d'État associé, pleinement indépendant sur le plan de la politique intérieure, en 1974. Robert Rex devient alors Premier ministre, tandis que Young Vivian est son ministre du Développement économique, de l'Éducation et de l'Agriculture. Le gouvernement Rex remporte les élections législatives de 1975, et Young Vivian y conserve ses portefeuilles ministériels,,.
Secrétaire-général de la Communauté du Pacifique de 1979 à 1982, il redevient ensuite membre du Parlement de Niue. Bien qu'ayant joué un rôle de premier plan dans la négociation de l'indépendance de Niue, et dans les efforts du gouvernement pour persuader la population niuéenne réticente d'accepter l'indépendance, il prononce en 1984 un discours virulent au Parlement, accusant le Comité spécial de la décolonisation des Nations unies d'avoir menti aux Niuéens quant aux bienfaits qu'apporterait l'indépendance, n'ayant pas pris en compte la fragilité de l'économie de Niue. Il accuse le Comité d'avoir contraint la Nouvelle-Zélande à rendre Niue indépendante, et souligne qu'entre 1974 et 1984 plus de 2 000 Niuéens ont émigré en Nouvelle-Zélande pour un meilleur niveau de vie et pour fuir le chômage, ne laissant à Niue qu'une population de quelque 2 800 personnes et en déclin constant.
Il fonde le premier et seul parti politique de l'histoire du pays, le Parti du peuple niuéen, et le mène aux élections législatives de 1987 contre le gouvernement de Robert Rex. Quatre candidats du parti sont élus (Young Vivian, Morris Tafatau, Uluvili Tohovaka et Siona Talagi), faisant de Young Vivian le chef du groupe d'opposition parlementaire au gouvernement Rex pour la législature 1987-1990,. Sous sa direction, le parti obtient douze sièges, soit la majorité absolue, aux élections de 1990. Robert Rex parvient toutefois à jouer sur les dissensions internes à l'opposition pour amener quatre députés à changer de camp et le rejoindre avant la première session parlementaire ; il est réélu Premier ministre pour la dernière fois. Réconcilié avec Young Vivian, Robert Rex le nomme ministre des Finances peu après.

### Premier ministre
Atteint d'une longue maladie, Robert Rex meurt le 13 décembre 1992 à l'âge de 83 ans. Young Vivian, qui assurait déjà la direction du gouvernement en son absence, est élu Premier ministre à sa succession par le Parlement, assurant l'intérim avant les élections de 1993.
Dans l'opposition parlementaire de 1993 à 1999, et ayant cédé à Sani Lakatani la direction de son parti, il est nommé vice-Premier ministre et ministre de l'Éducation, de la Culture, de la Jeunesse et de l'Environnement dans le gouvernement de ce dernier lorsque le parti remporte les élections de 1999,.
À l'issue des élections de 2002, Young Vivian redevient chef du Parti du peuple niuéen et est élu Premier ministre par le Parlement, grâce aux six députés de son parti et à un groupe de huit députés sans étiquette menés par Toke Talagi. Il fait de Sani Lakatani son vice-Premier ministre et de Toke Talagi son ministre des Finances, de l'Éducation et de la Santé, complétant son gouvernement en nommant Bill Vakaafi-Motufou ministre des Travaux publics, de l'Agriculture et des Pêcheries,. En janvier 2004 le cyclone Heta frappe le pays et provoque de très importants dégâts, notamment à Alofi, la capitale. Une grande partie des infrastructures du pays sont détruites, de même que l'unique hôpital du pays et les nouvelles cultures de vanille plantées par diversifier l'économie du pays. Young Vivian, qui se trouve alors à Auckland en Nouvelle-Zélande où son épouse vient de décéder, retourne précipitamment à Niue,,.
Le Parti du peuple niuéen se dissout en 2003 en raison de dissensions internes, mais Young Vivian est très largement réélu Premier ministre par le Parlement à l'issue des élections de 2005. Il parvient cette même année à rétablir l'équilibre des comptes publics, déficitaires depuis de nombreuses années. Il signe un accord avec Greenpeace pour aider le pays à remplacer ses importations coûteuses de diesel par un développement de l'énergie éolienne. Face à un déficit à nouveau important des comptes publics en 2007, son gouvernement songe un temps à abolir la gratuité de certains soins médicaux, avant de recevoir finalement et d'accepter une offre d'aide au développement de la part de la république populaire de Chine, qui comble ce déficit,,.

### Suites
Reconduit sans adversaire dans sa circonscription aux élections de 2008, il brigue un nouveau mandat au poste de Premier ministre, mais les députés lui préfèrent Toke Talagi par quatorze voix contre cinq pour Vivian, et une abstention. En 2008, bien que reconnaissant les difficultés économiques de l'île, il s'inquiète publiquement de la décision du gouvernement Talagi de réduire les aides financières aux familles, les pensions de retraites et les budgets des villages, craignant que ces coupes budgétaires n'aggravent l'émigration constante de Niuéens vers la Nouvelle-Zélande.
Aux élections de 2011, il conserve son siège de député du village de Hakupu en obtenant 53,2 % des voix face au journaliste Michael Jackson,. Il ne brigue pas le poste de Premier ministre. Réélu député en 2014, il perd son siège lors des élections de mai 2017, obtenant 46,2 % des voix face à Michael Jackson.
Très largement battu aux élections de 2020, auxquelles il se présente à l'âge de 84 ans,,, il est décoré en octobre de la Croix du Service distingué par le gouvernement de Dalton Tagelagi, en reconnaissance de ses décennies d'implication dans la vie publique du pays,. En 2023, à l'âge de 87 ans, il est fait compagnon de l'ordre du Mérite de Nouvelle-Zélande,.